# Санто-Домінго (провінція)
Санто-Домінго (ісп. Santo Domingo) — провінція Домініканської Республіки. Була відокремлена від Національного округу 16 жовтня 2001 року.

## Місцеві та регіональні муніципальні райони
Провінція розділена на вісім муніципалітетів (municipio), а в межах муніципалітетів - на сім муніципальних районів ( distrito municipal - DM):
- Бока-Чика
  - Ла-Калета (D.M.)
- Лос-Алькаррісос
  - Палмарехо-Вілья-Лінда (D.M.)
  - Пантоха (D.M.)
- Педро-Бранд
  - Ла-Гуайга (D.M.)
  - Ла-Куаба (D.M.)
- Сан-Антоніо-де-Герра
- Ато-Велья (D.M.)
- Сан-Луїс
  - Сан-Ісідро (D.M.)
- Санто-Домінго-Норте
  - Вілья-Мелла (D.M.)
  - Ла-Вікторія (D.M.)
- Санто-Домінго-Оесте
  - Маногуаябо (D.M.)
  - Інститут (D.M.)
  - Еррера (D.M.)
- Санто-Домінго-Есте
  - Лас-Америкас (D.M.)

Населення по муніципалітетам на 2012 рік (відсортована таблиця):
| № | Назва                   | Загальне населення | Міське населення | Сільське населення |
| - | ----------------------- | ------------------ | ---------------- | ------------------ |
| 1 | Бока-Чика               | 123 510            | 53 326           | 70 184             |
| 2 | Лос-Алькаррісос         | 263 861            | 181 175          | 82 686             |
| 3 | Педро-Бранд             | 103 685            | 72 366           | 31 319             |
| 4 | Сан-Антоніо-де-Герра    | 102 586            | 59 631           | 42 955             |
| 5 | Сан-Луїс                | 301 062            | 203 209          | 97 853             |
| 6 | Санто-Домінго-Норте     | 705 983            | 589 047          | 116 936            |
| 7 | Санто-Домінго-Оесте     | 693 255            | 557 999          | 135 256            |
| 8 | Санто-Домінго-Есте      | 701 269            | 402 901          | 298 368            |
|   | Провінція Санто-Домінго | 2 995 211          | 2 119 654        | 875 557            |